# Грийн (окръг, Илинойс)
Вижте пояснителната страница за други населени места с името Грийн.
Окръг Грийн (на английски: Greene County) е окръг в щата Илинойс, Съединени американски щати. Площта му е 1414 km², а населението - 14 761 души (2000). Административен център е град Керълтън.